# Đurovac
Đurovac (izvirno srbsko Ђуровац) je naselje v Srbiji, ki upravno spada pod Občino Prokuplje; slednja pa je del Topliškega upravnega okraja.

## Demografija
V naselju, katerega izvirno (srbsko-cirilično) ime je Ђуровац, živi 109 polnoletnih prebivalcev, pri čemer je njihova povprečna starost 36,5 let (38,1 pri moških in 35,0 pri ženskah). Naselje ima 43 gospodinjstev, pri čemer je povprečno število članov na gospodinjstvo 3,42.
To naselje je, glede na rezultate popisa iz leta 2002, večinoma srbsko.
|  |

| Demografija | Demografija     | Demografija     |
| Leto        | Št. prebivalcev | Št. prebivalcev |
| ----------- | --------------- | --------------- |
|             |                 |                 |
|             |                 |                 |
|             |                 |                 |
|             |                 |                 |
| 1948        | 119             |                 |
| 1953        | 109             |                 |
| 1961        | 84              |                 |
| 1971        | 89              |                 |
| 1981        | 92              |                 |
| 1991        | 99              | 99              |
| 2002        | 149             | 147             |
|             |                 |                 |

| Etnična sestava po popisu iz leta 2002 | Etnična sestava po popisu iz leta 2002 | Etnična sestava po popisu iz leta 2002 | Etnična sestava po popisu iz leta 2002 | Etnična sestava po popisu iz leta 2002 |
| -------------------------------------- | -------------------------------------- | -------------------------------------- | -------------------------------------- | -------------------------------------- |
| Srbi                                   | Srbi                                   |                                        | 131                                    | 89,11%                                 |
| Romi                                   | Romi                                   |                                        | 8                                      | 5,44%                                  |
| Črnogorci                              | Črnogorci                              |                                        | 3                                      | 2,04%                                  |
| Jugoslovani                            | Jugoslovani                            |                                        | 3                                      | 2,04%                                  |
| Neznano                                | Neznano                                |                                        | 2                                      | 1,36%                                  |